# Tai O
Tai O is een vissersdorp in Hongkong. Het ligt gedeeltelijk op een eiland met dezelfde naam en de rest ligt op Lantau. Het dorp is bekend om zijn veel p'aang ngoks. Het heeft een eigen plattelandscomité.
Er zijn twee peuterspeelzalen, één basisschool (CCC Tai O Primary School) en één middelbare school (Buddhist Fat Ho Memorial College).

## Geschiedenis
Toen de Britten in Hongkong aankwamen was Tai O een Tanka-dorp. Tijdens de Chinese Burgeroorlog en na de oprichting van Volksrepubliek China werd Tai O een toegangshaven voor illegale migratie voor Chinese vastelanders. Sommige van deze immigranten bleven in Tai O wonen. Later werd Tai O aantrekkelijk voor Hoklo en Hakkanezen.